# أليغناك (أسطورة)
أليغناك (بالإنجليزية: Alignal)‏ في أساطير الإسكيمو هو رب الجو والقمر عند الإنويت (الأسكيمو) الذي يحكم مخلوقات البحر ويسيطر على المد. وهو أيضاً مسؤول عن الكسوف الشمسي والقمري والزلازل الأرضية والظواهر الطبيعية الأخرى.